# ويليام فارينا
ويليام فارينا (بالإنجليزية: William Farina)‏ هو محامي أمريكي، ولد في 7 ديسمبر 1955 في لا بورت في الولايات المتحدة.